# Frankenwald Express
Frankenwald Express (bis 2014: Tettauer Blasmusik) ist ein deutsches Blasorchester der traditionellen böhmischen Blasmusik aus Tettau in Oberfranken.

## Geschichte
Die Tettauer Blasmusik ist ein Orchester im Musikverein Tettau e.V., der am 30. Mai 1913 gegründet wurde und Mitglied im Nordbayerischen Musikbund ist. Das Orchester steht unter der Leitung von Holger Heinz.
Das Sakralensemble ist eine Blechbläsergruppe der Tettauer Blasmusik und steht unter der Leitung des zweiten Dirigenten Michael Ruß. Das Ensemble wurde Anfang der 1990er-Jahre gegründet und spielt seitdem überwiegend zu kirchlichen Anlässen.
Im Jahr 1982 nahm das Orchester seine erste Langspielplatte auf, 1986 folgte eine Live-Sendung des Bayerischen Rundfunks (Grüße aus Oberfranken) und 1995 die Teilnahme an der Steubenparade in New York City. Im Jahr 2000 nahm das Orchester am Europäischen Waldbauerntag und an der Weltausstellung EXPO in Hannover, sowie 2005 am Landesmusikfest München teil; 2008 erfolgte die Teilnahme an der deutschen Meisterschaft der böhmisch-mährischen Blasmusik in Gundelsheim.
2014 wurde das Orchester in „Frankenwald Express“ umbenannt.

## Diskografie
- So klingt Blasmusik. LP/MC, Lutz Christiansen Musikverlag 1982
- Blasmusik mit Herz und Schwung. LP/MC, Koch-Records 1984
- Laß das Musikanten machen. CD/LP/MC, AIRO-Music 1990
- Wenn die Musikanten kommen. CD, Studio 80 1999